# Egerton (Greater Manchester)
Egerton is een plaats in het bestuurlijke gebied Bolton, in het Engelse graafschap Greater Manchester.